# Chaumot (Yonne)
Chaumot é uma comuna francesa na região administrativa de Borgonha-Franco-Condado, no departamento de Yonne. Estende-se por uma área de 14,86 km². Em 2010 a comuna tinha 750 habitantes (densidade: 50,5 hab./km²).